# إينغفار هانسون
إينغفار هانسون (بالسويدية: Ingvar Hansson)‏ هو متسابق يخت سويدي، ولد في 19 فبراير 1947 في غوتنبرغ في السويد.

## وصلات خارجية
- إينغفار هانسون على موقع الاتحاد الدولي للملاحة الشراعية (موقع جديد) (الإنجليزية)
- إينغفار هانسون على موقع اللجنة الأولمبية الدولية (الإنجليزية)
- إينغفار هانسون على موقع أوليمبيديا (الإنجليزية)
- إينغفار هانسون على موقع اللجنة الأولمبية السويدية (السويدية)